# Kanton Ballan-Miré
Der Kanton Ballan-Miré ist seit 1982 ein französischer Wahlkreis im Arrondissement Tours, im Département Indre-et-Loire und in der Region Centre-Val de Loire; sein Hauptort ist Ballan-Miré.

## Gemeinden
Der Kanton besteht aus sieben Gemeinden mit insgesamt 19.906 Einwohnern (Stand: 1. Januar 2022) auf einer Gesamtfläche von 649,16 km²:
| Gemeinde           | Einwohner 1. Januar 2022 | Fläche km² | Dichte Einw./km² | Code INSEE | Postleitzahl |
| ------------------ | ------------------------ | ---------- | ---------------- | ---------- | ------------ |
| Ballan-Miré        | 8.347                    | 26,16      | 319              | 37018      | 37510        |
| Berthenay          | 699                      | 7,24       | 97               | 37025      | 37510        |
| Druye              | 999                      | 22,87      | 44               | 37099      | 37190        |
| La Riche           | 10.349                   | 8,17       | 1.267            | 37195      | 37520        |
| Saint-Genouph      | 1.022                    | 4,74       | 216              | 37219      | 37510        |
| Savonnières        | 3.346                    | 16,46      | 203              | 37243      | 37510        |
| Villandry          | 1.138                    | 17,80      | 64               | 37272      | 37510        |
| Kanton Ballan-Miré | 25.900                   | 103,44     | 250              | 3702       | –            |